# 亚历山大·谢尔盖耶维奇·科瓦利
亚历山大·谢尔盖耶维奇·科瓦利（烏克蘭語：Олександр Сергійович Коваль；1987年10月12日—）是乌克兰政治人物，自2023年12月27日起担任罗夫诺州州长。